# (13156) Mannoucyo
(13156) Mannoucyo est un astéroïde de la ceinture principale.

## Description
(13156) Mannoucyo est un astéroïde de la ceinture principale. Il fut découvert le 20 septembre 1995 à Kitami par Kin Endate et Kazuro Watanabe. Il présente une orbite caractérisée par un demi-grand axe de 2,19 UA, une excentricité de 0,20 et une inclinaison de 5,4° par rapport à l'écliptique.

## Compléments